# Lac Robert (rivière Opawica)
Pour les articles homonymes, voir Robert.
Le lac Robert est un plan d'eau douce de la partie Sud-Est du territoire de Eeyou Istchee Baie-James (municipalité), en Jamésie, dans la région administrative du Nord-du-Québec, dans la province de Québec, au Canada.
Ce plan d’eau s’étend dans les cantons de Feuquières et de Robert. La foresterie constitue la principale activité économique du secteur. Les activités récréotouristiques arrivent en second.
Le bassin versant du lac Robert est accessible grâce à la route forestière R1032 (sens Nord-Sud) qui passe du côté Ouest du lac. La surface du lac Robert est habituellement gelée du début novembre à la mi-mai, toutefois la circulation sécuritaire sur la glace se fait généralement de la mi-novembre à la mi-avril.

## Géographie
Le lac Robert est situé tout près de la limite des régions administratives du Saguenay-Lac-Saint-Jean et Eeyou Istchee Baie-James (municipalité).
Le lac Robert comporte une longueur de 14,9 km, une largeur maximale de 2,2 km et une altitude de 392 m. Ce lac compte plusieurs baies, presqu’îles et îles.
La rivière Ventadour (venant du Sud) constitue le principal tributaire lac Robert ; le second, la décharge du lac Feuquières (venant de l’Est).
L’embouchure de ce lac Robert est localisé au fond d’une baie au Nord-Ouest à :
- 11,5 km au Sud-Est de l’embouchure du lac Gabriel (rivière Opawica) ;
- 7,5 km au Sud du lac Rohault ;
- 35,4 km au Sud-Est de l’embouchure du lac Caopatina ;
- 73,4 km au Sud du centre-ville de Chibougamau ;
- 66,8 km au Sud-Est du centre du village de Chapais (Québec) ;
- 161,1 km à l’Ouest du lac Saint-Jean ;
- 49,0 km au Nord du réservoir Gouin ;
- 75,9 km au Nord-Est du centre du village de Obedjiwan[1].

Les principaux bassins versants voisins du lac Robert sont :
- côté Nord : lac Gabriel (rivière Opawica), lac Rohault, rivière Nemenjiche, lac Nemenjiche, lac Nicabau ;
- côté Est : lac Feuquières, rivière Normandin, rivière de la Coquille (rivière Normandin), lac Poutrincourt ;
- côté Sud : rivière Cawcot, rivière Queue de Castor, rivière Ventadour, rivière Titipiti ;
- côté Ouest : rivière Cawcot, rivière Opawica, lac Gabriel (rivière Opawica), lac Surprise (rivière Roy).

## Toponymie
Le terme « Robert » constitue un prénom et un patronyme de famille d’origine française.
Le toponyme "lac Robert" a été officialisé le 5 décembre 1968 par la Commission de toponymie du Québec, soit lors de sa création.